# Zapisi velikega zgodovinarja
Zapisi velikega zgodovinarja, kitajsko Šidži, je monumentalna zgodovina Kitajske in prva od 24 dinastičnih zgodovin Kitajske. Zapise je v poznem 2. stoletju pr. n. št. in začetku 1. stoletja pr. n. št. napisal kitajski zgodovinar Sima Čjan. Pisati jih je začel že njegov oče nekaj desetletij prej. Delo zajema 2500-letno obdobje od legendarnega rumenega cesarja do vladavine cesarja Vuja iz Hana v avtorjevem času in opisuje svet, kot so ga poznali Kitajci iz dinastije Zahodni Han.
Zapise so imenovali "temeljno besedilo v kitajski civilizaciji".  Po Konfuciju in prvem cesarju Čina Čin Ši Huangu je bil "Sima Čjan eden od ustvarjalcev cesarske Kitajske, nenazadnje zato, ker je z ustvarjenjem njunih biografij dejansko ustvaril obe zgodnejši osebnosti." Zapisi so postali model za vse poznejše dinastične zgodovine Kitajske. V nasprotju z zahodnimi zgodovinopisnimi konvencijami Zapisi ne obravnavajo zgodovine kot "neprekinjene, obsežne pripovedi", ampak jo raje razdelijo na manjše, prekrivajoče se enote, ki se ukvarjajo s slavnimi voditelji, posamezniki in glavnimi pomembnimi temami. 

## Zgodovina
Delo, ki je kasneje dobilo naslov Zapisi velikega zgodovinarja, je začel pisati Sima Tan, veliki dvorni zgodovinar (kitajsko 太史, Tàishǐ,  prevedeno kot "veliki pisar") dinastije Han v poznem 2. stoletju pr. n. št.  Sima Tan je pripravil načrte za ambiciozno delo in zapustil nekaj fragmentov in opomb, ki so morda vključene v končno besedilo. Po njegovi smrti leta 110 pr. n. št. je projekt nadaljeval in dokončal njegov sin in naslednik Sima Čjan, ki se na splošno šteje za avtorja dela. Natančen datum dokončanja Zapisov ni znan. Delo je bilo zagotovo končano do okoli leta 91 pr. n. št., pred njegovo smrtjo približno 86 pr. n. št. Ena kopija Zapisov je bila shranjena v cesarski prestolnici Čangan, današnji Šjan, druga pa verjetno pri njem doma.
Izvirni naslov dela, kot ga je avtor navedel v zaključku, je Tajšigongšu (太史公書) ali Zapisi velikega zgodovinarja, čeprav je bilo v starih časih znano tudi pod številnimi drugimi naslovi, vključno s Tajšigongdži (太史公記) in Tajšigongdžvan (太史公傳). Sčasoma je postal najpogosteje uporabljen naslov Šidži (史記) ali slovensko Zgodovinski zapisi. Ta naslov je sprva lahko pomenil katero koli zgodovinsko besedilo, po obdobju treh kraljev pa se je začel uporabljati izključno za delo Sima Čjana.  
Zgodovina zgodnjega sprejemanja in kroženja Zapisov ni dobro znana. Več avtorjev iz 1. stoletja pr. n. št., kot je učenjak Ču Šaosun (褚少孫, ustvarjal 32–7 pr. n. št.), je Zapisom dodalo interpolacije. Ti učenjaki so morda morali rekonstruirati dele Zapisov, saj se je deset od prvotnih 130 poglavij izgubilo v obdobju Vzhodnega Hana (25–220 n. št.). Zdi se, da so bila ta poglavja kasneje rekonstruirana.
Več učenjakov od Severne in Južne dinastije (420–589) ter dinastije Tang (618–907) je pisalo in urejalo komentarje k Zapisom. Večina izdaj Zapisov iz 2. tisočletja vključuje komentarje Pei Jina (裴駰, 5. stoletje), Sima Džena (zgodnje 8. stoletje) in Džang Šovdžueja (張守節, zgodnje 8. stoletje).  Združeni komentarji teh treh učenjakov so znani kot Sandžjandžu (三家注, slovensko "komentarji treh strokovnjakov"). Glavna sodobna izdaja Zapisov je izdaja Zhonghua Book Company v desetih zvezkih iz leta 1959, revidirana leta 1982, ki temelji na izdaji, ki jo je pripravil kitajski zgodovinar Gu Džjegang v zgodnjih 30. letih 20. stoletja in vključuje Sandžjandžu.

### Rokopisi
Znana sta dva ohranjena fragmenta rokopisov Zapisov iz časa pred dinastijo Tang, ki sta shranjena v templju Išijama-dera v Ōtsuju na Japonskem. Ohranjeni so tudi deli vsaj devetih rokopisov iz dinastije Tang: trije fragmenti, odkriti med rokopisi Dunhuang v začetku 20. stoletja, in šest rokopisov, ohranjenih v japonskih templjih in muzejih, kot sta tempelj Kōzan-ji v Kjotu in muzej Tōyō Bunko v Tokiu. Ohranjenih je več tiskanih izdaj Zapisov, od katerih prva je iz dinastije Song (960–1279).

## Vsebina
Zapisi vsebujejo približno 526.500 kitajskih pismenk, kar pomeni, da so štirikrat daljši od Tukididove Zgodovine peloponeške vojne in daljši od Stare zaveze.
Sima Čjan je svoje delo zasnoval in komponiral v samostojnih enotah, med katerimi je veliko ponavljanj. Njegov rokopis je bil napisan na bambusnih letvicah s približno 24 do 36 znaki na letvici. Približno trideset letvic je bilo zvezanih v sveženj. Tudi potem, ko je rokopis dobil dovoljenje za kroženje ali kopiranje, je delo krožilo v svežnjih. Endymion Wilkinson je izračunal, da je delo vsebovalo verjetno 466 do 700 svežnjev s skupno maso 40 do 60 kg. Kasnejše kopije na svili so bile veliko lažje, a tudi drage in redke. Dokler delo ni bilo preneseno na papir mnogo stoletij kasneje, je bilo kroženje težko in delno, kar je razlog za številne napake v besedilu v različnih prepisih.
Sima Čjan je poglavja Zapisov velikega zgodovinarja organiziral v pet kategorij, ki tvorijo pet delov knjige.

### Osnovni letopisi
Osnovni letopisi (本紀, běnjì) sestavljajo prvih 12 poglavij Zapisov in so v veliki meri podobni starodavnim kitajskim dvornim kronikam, kot so na primer Letopisi pomladi in jeseni. Prvih pet poglavij pokriva obdobja posameznih cesarjev ali dinastij, kot so Šja, Šang in Džov. Zadnjih sedem poglavij pokriva posamezne vladarje, začenši s prvim cesarjem Čina do prvih cesarjev dinastije Han. V ta razdelek se je Sima odločil vključiti tudi de facto vladarje Kitajske, kot sta bila Šjang Ju in vdova cesarica Lu, in ne vključiti vladarjev, ki niso imeli prave moči, kot sta bila cesar Ji iz Čuja in cesar Hui iz Hana.

### Preglednice
V poglavjih 13 do 22 so preglednice (表, biǎo), ki obsegajo genealoško preglednico in devet drugih kronoloških preglednic. V preglednicah so prikazane vladavine, pomembni dogodki in kraljeve rodbine. Za slednje je Sima Čjan izjavil, da je "je kronologijam težko slediti, ker obstajajo različne rodoslovne linije hkrati." Vse preglednice, razen zadnje, se začnejo z uvodom v obdobje, ki ga zajemajo. 

### Razprave
Razprave (書, shū), včasih imenovane monografije, so najkrajše od petih razdelkov Zapisov in vsebujejo osem poglavij (23–30). Razprave govorijo o zgodovinskem razvoju ritualov, glasbe, piščali, koledarja, astronomije in žrtvovanja, rekah in vodnih poteh ter finančni upravi.

### Dedne hiše
Dedne hiše (世家, shìjiā) je drugi najobsežnejši del Zapisov in obsega poglavja od 31 do 60. V tem razdelku se prva poglavja po naravi zelo razlikujejo od kasnejših. Veliko zgodnejših poglavij vsebuje poročila o vodilnih državah dinastije Džov, kot sta državi Čin in Lu, dve poglavji pa segata vse do dinastije Šang. Kasnejša poglavja, ki pokrivajo dinastijo Han, vsebujejo biografije.

### Izbrane biografije
Izbrane biografije (列傳, lièzhuàn), običajno skrajšano na Biografije,  so najobsežnejši razdelek Zapisov. Zajemajo poglavja 61 do 130  in predstavljajo 42 % celotnega besedila. Vsebujejo biografije približno 130 izjemnih Kitajcev, od moralnega vzornika Bojija s konca dinastije Šang do nekaterih bližnjih sodobnikov Sima Čjana. Približno 40 poglavij je posvečenih posameznim osebam, nekatera govorijo o dveh povezanih osebah, druga pa pokrivajo majhne skupine oseb s skupnimi značilnostmi, kot so morilci, skrbni uradniki ali konfucijanski učenjaki. Za razliko od večine sodobnih biografij vsebujejo Biografije anekdote, značilne za moralne in značajske lastnosti opisane osebe. Biografije so bile priljubljene skozi celotno kitajsko zgodovino in so vir številnih ustaljenih fraz, ki se še vedno uporabljajo v sodobni kitajščini.

## Zanesljivost in natančnost
Zgodovinarji so dvomili o zgodovinskosti legendarnih kraljev starodavnih obdobij, ki jih je opisal Sima Čjan. Zapisi se začnejo s poročilom o petih vladarjih najvišjih vrlin in petih cesarjih, za katere sodobni znanstveniki menijo, da so bili lokalna božanstva ljudstev stare Kitajske. Sima Čjan je izločil elemente nadnaravnega in fantastičnega, za katere je menil, da so v nasprotju z realnim življenjem monarhov, zato so ga kritizirali, da je mite in folkloro spremenil v trezno zgodovino.
Joseph Needham je leta 1954 takole komentiral poročila Sima Čjana o kraljih dinastije Šang (okoli 1600 – okoli 1050 pr. n. št.): 
"Običajno je veljalo, da Sima Čjan ni mogel imeti ustreznega zgodovinskega gradiva za svojo pripoved o tem, kaj se je zgodilo pred več kot tisoč leti, zato je veliko začudenje vzbudilo dejstvo, da je nič manj kot triindvajset od tridesetih imen vladarjev jasno najdenih na nesporno pristnih kosteh Anjanga. Sima Čjan je torej moral imeti na razpolago dokaj zanesljivo gradivo, ki še enkrat poudarja globoko zgodovinsko miselnost Kitajcev, in to, da je dinastija Šang povsem sprejemljiva."
— Joseph Needham
Medtem ko so imena kraljev iz dinastije Šang podprta z napisi na kosteh preročišča, za zgodovino dinastije Šja ni nobene arheološke potrditve.  
Obstajajo tudi razhajanja dejstev, na primer datumov, med različnimi deli Zapisov, kar bi lahko bilo posledica rabe različnih izvornih besedil.